# Ashley Cooper (tenista)
Ashley John Cooper (Melbourne, 15 de setembro de 1936 – 22 de maio de 2020) foi um tenista profissional australiano. Conquistou três torneios de simples de Grand Slams em 1958 (Open da Austrália, Roland-Garros e o US Open).

## Morte
Morreu no dia 22 de maio de 2020, aos 83 anos.

## Finais deGrand Slam

### Simples: (4 títulos e 2 vices)
| Resultado | Ano  | Campeonato                   | Piso  | Oponente         | Placar                   |
| Campeão   | 1957 | Australian Championships (1) | Grama | Neale Fraser     | 6–3, 9–11, 6–4, 6–2      |
| Vice      | 1957 | Wimbledon                    | Grama | Lew Hoad         | 2–6, 1–6, 2–6            |
| Vice      | 1957 | U.S. Championships           | Grama | Malcolm Anderson | 8–10, 5–7, 4–6           |
| Campeão   | 1958 | Australian Championships (2) | Grama | Malcolm Anderson | 7–5, 6–3, 6–4            |
| Campeão   | 1958 | Wimbledon (1)                | Grama | Neale Fraser     | 3–6, 6–3, 6–4, 13–11     |
| Campeão   | 1958 | U.S. Championships (1)       | Grama | Malcolm Anderson | 6–2, 3–6, 4–6, 10–8, 8–6 |

### Duplas: (4 títulos e 3 vices)
| Resultado | Ano  | Campeonato               | Parceiro         | Oponentes                  | Placar                  |
| Vice      | 1956 | French Championships     | Lew Hoad         | Don Candy Bob Perry        | 5–7, 3–6, 3–6           |
| Vice      | 1957 | Australian Championships | Malcolm Anderson | Lew Hoad Neale Fraser      | 3–6, 6–8, 4–6           |
| Campeão   | 1957 | French Championships     | Malcolm Anderson | Don Candy Mervyn Rose      | 6–3, 6–0, 6–3           |
| Campeão   | 1957 | U.S. Championships       | Neale Fraser     | Gardnar Mulloy Budge Patty | 4–6, 6–3, 9–7, 6–3      |
| Campeão   | 1958 | Australian Championships | Neale Fraser     | Roy Emerson Robert Mark    | 7–5, 6–8, 3–6, 6–3, 7–5 |
| Vice      | 1958 | Wimbledon                | Neale Fraser     | Sven Davidson Ulf Schmidt  | 4–6, 4–6, 6–8           |
| Campeão   | 1958 | French Championships     | Neale Fraser     | Robert Howe Abe Segal      | 3–6, 8–6, 6–3, 7–5      |